# Mélanie Calvat
Pour les articles homonymes, voir Calvat.
Mélanie Calvat (née le 7 novembre 1831 à Corps, Isère – morte dans la nuit du 14 au 15 décembre 1904 à Altamura, Italie), également connue sous le nom de Sœur Marie de la Croix, est une jeune bergère qui raconta avoir été témoin, avec le jeune Maximin Giraud, le 19 septembre 1846, de l'apparition de la Vierge Marie à La Salette en Isère, France.

## Biographie

### Enfance
Mélanie Calvat (Françoise Mélanie Mathieu à l'état civil et au registre de baptêmes) nait à Corps dans l'Isère. Elle est la quatrième des dix enfants de Pierre Calvat, tailleur de pierres et scieur de son état, qui, pour nourrir sa famille nombreuse, dont Julie Barnaud son épouse, n'hésite pas à prendre tout emploi qu'il peut trouver. La pauvreté de la famille est telle que les jeunes enfants sont parfois envoyés dans la rue pour y mendier.
Très tôt, Mélanie est embauchée pour s'occuper des vaches des voisins. Du printemps à l'automne de 1846, elle travaille pour Jean-Baptiste Pra aux Ablandins, l'un des hameaux du village de La Salette.
Une telle vie, loin de sa famille, fait d'elle une enfant chétive et renfermée, timide, taciturne et toujours sur ses gardes. Elle ne parle que le dialecte régional de l'occitan haché de français. N'ayant pas fréquenté l'école, ni reçu d'instruction religieuse, elle ne sait ni lire ni écrire.

### Apparition
Le 19 septembre 1846, veille de la fête de Notre-Dame des Douleurs, elle garde le troupeau avec Maximin Giraud, ils voient apparaître dans une lumière resplendissante une « belle dame » en pleurs qui s'adresse à eux. La dame adresse aux enfants un message destiné à être raconté à tous, et, à chacun d'eux, un message personnel. Le soir, ils en informent leurs maîtres. La veuve Pra (dite veuve Caron), maîtresse de Mélanie, leur dit qu'ils ont vu la Sainte Vierge et engage les enfants à tout raconter au curé de La Salette. Ce qu'ils font le lendemain dimanche au matin. Le curé pleure d'émotion, prend des notes ; en larmes, il parle du fait dans son sermon dans l'église Notre-Dame.
L'évêque de Grenoble, Philibert de Bruillard, nomme plusieurs commissions chargées d'examiner les faits, les premières sont créées en décembre 1846, l'une formée de professeurs du grand séminaire de Grenoble et l'autre de chanoines titulaires. Cette commission conclut qu'un examen plus approfondi est nécessaire avant de formuler un jugement.
Une nouvelle enquête a lieu de juillet à septembre 1847, menée par deux membres de la commission : le Chanoine Orcel, supérieur du grand séminaire, et le Chanoine Rousselot.
Une conférence sur la question se tient à la résidence de l'évêque en novembre-décembre 1847. Seize membres - les vicaires généraux du diocèse, les prêtres de la paroisse de Grenoble et les chanoines titulaires – se réunissent en présence de l'évêque. La majorité conclut à l'authenticité de l'apparition, après examen du rapport de Rousselot et d'Orcel. Par ailleurs l'évêque de Sens a très soigneusement examiné trois guérisons attribuées à Notre-Dame de La Salette, qui se sont produites dans la ville d'Avallon. L'ordinaire du lieu, Mellon de Jolly, reconnait, le 4 mai 1849, comme miraculeuse, une de ces trois guérisons, qui s'était produite le 21 novembre 1847.
Depuis 1847, de Bruillard est ainsi convaincu de la réalité de l'apparition. L'année suivante, il autorise la publication du rapport Rousselot, qui confirme la réalité de l'apparition. Dans sa lettre d'approbation, imprimée sous forme de préface, l'évêque de Grenoble déclare qu'il partage l'opinion de la majorité de la commission qui a adopté les conclusions du rapport.
Toutefois, le cardinal de Bonald, archevêque de Lyon, dont l'évêché de Grenoble est suffragant, soupçonne une supercherie. Le cardinal exige que les enfants lui confient leur secret, en affirmant qu'il a un mandat du Pape. Les enfants accèdent finalement à cette demande. Mélanie, toutefois, exige que son texte soit directement porté au Souverain pontife. C'est sous cette condition que l'évêque de Grenoble envoie à Rome deux représentants. Le texte des deux secrets privés est transmis au pape Pie IX le 18 juillet 1851.
Il semble que la procédure ait été favorable, puisque la décision de Bruillard, modifiée selon les observations du cardinal Lambruschini, Préfet de la Sacrée Congrégation des Rites à Rome, est signée le 18 septembre 1851, et publiée le 10 novembre 1851. Dans ce document, l'évêque de Grenoble promulgue ce jugement :
Nous jugeons que l'apparition de la Sainte Vierge aux deux bergers, le 19 septembre 1846... dans la paroisse de La Salette... porte en elle toutes les caractéristiques de la vérité, et que les fidèles ont des raisons de la croire incontestable et certaine.
Les motifs de la décision, qui reposent sur le travail de Rousselot et celui de la Commission de 1847, sont : l'impossibilité d'expliquer de manière humaine les événements, les miracles et les guérisons, les fruits spirituels de l'apparition (notamment les conversions) et, enfin, les attentes légitimes et les souhaits d'un très grand nombre de prêtres et de fidèles.
Par la suite le 16 novembre 1851, l'évêque de Grenoble publie une déclaration selon laquelle la mission des petits bergers est terminée et l'affaire est maintenant entre les mains de l'Église. L'évêque précise que l'approbation de l'Église ne concernait que la révélation originale de 1846 et non pas des apports ultérieurs.
La Salette suscite immédiatement une grande ferveur dans la société française, elle provoque aussi d'ardentes discussions. Les petits visionnaires sont perturbés par les interrogatoires incessants, les menaces, quelquefois violentes, de la part d'opposants politiques et ecclésiastiques, et aussi les assauts de ferveur. Mélanie particulièrement se voit vénérée comme une sainte, comme sainte Bernadette Soubirous quelque temps plus tard. Tout cela porte atteinte à l'équilibre des deux visionnaires. Mélanie aura de la difficulté à vivre une vie religieuse équilibrée et Maximin, une fois entré au séminaire qu'il quitte bientôt, aura également bien du mal à mener une vie normale.

### Vie comme religieuse
Après l'apparition, en 1846, Mélanie est placée comme pensionnaire au couvent des Sœurs de la Providence à Corenc près de Grenoble, où une enquête concernant l'apparition a lieu.
À vingt ans, elle entre en religion. En 1850, elle devient postulante de l'ordre et, en octobre 1851, elle prend le voile sous le nom de sœur Marie de la Croix. Pendant son séjour à Corenc, on raconte qu'elle avait coutume de s'asseoir au milieu d'auditrices captivées, et de leur raconter des histoires de son enfance.
En mai 1853, de Bruillard démissionne (il meurt en 1860) et, au début de 1854, son successeur Ginoulhiac refuse d'accorder à Mélanie l'autorisation de faire profession, ne la jugeant pas suffisamment mûre spirituellement. Mélanie proteste que la véritable raison de ce refus était que l'évêque cherche à gagner la faveur de Napoléon III.
À la suite de ce refus, Mélanie est officiellement autorisée à aller dans un couvent tenu par les Sœurs de la Charité. Cet ordre se voue à des travaux pénibles pour aider les pauvres, et Mélanie entre en contact avec le bon sens, ce qui la change de la flatterie ou de l'adulation. Elle continue à parler des apparitions et du complot maçonnique visant à détruire la France catholique. Après trois semaines cependant, on la fait retourner à Corps pour y continuer son éducation.
Napoléon III au pouvoir, les républicains s'agitent et les royalistes travaillent à restaurer un roi catholique. La controverse politique domine la France, et l'Église s'efforce de rester neutre. Mélanie cause donc des difficultés à sa hiérarchie, en continuant à répéter les paroles de la Vierge Marie et à dénoncer la franc-maçonnerie. L'évêque, conscient des sympathies passionnées et ouvertement royalistes de Mélanie, s'inquiète qu'elle s'implique dans la politique et, par là, y implique le culte de Notre-Dame de La Salette.
Mélanie accepte la suggestion de Newsham, évêque de Darlington, qui lui rend visite à Corenc, de venir au Carmel de Darlington en Angleterre, où elle arrive en 1855. Soustraite ainsi aux controverses politiques françaises, à la grande joie de l'évêque, elle prononce des vœux temporaires en 1856.
En 1858, Mélanie écrit de nouveau au pape pour lui transmettre la partie du secret qu'elle a été autorisée à révéler cette année-là. Pendant son séjour à Darlington, elle parle de toute une série d'événements étranges et de miracles. L'évêque du lieu Hogarth lui défend de parler en public de ces prophéties. Elle ne prononce pas le vœu de clôture. "Quand elle veut sortir et qu’on essaye de l’en retenir, elle jette des lettres par-dessus le mur de clôture pour faire savoir qu’on la séquestre. Désireux d’éviter tout scandale, Hogarth la fait raccompagner à Marseille".
En 1860, elle est libérée par le Saint-Père de son vœu de rester cloîtrée au Carmel, pour qu'elle continue à accomplir sa mission, et elle revient sur le continent.
Elle entre alors dans la Congrégation des Sœurs de la Compassion à Marseille sous le nom de sœur Zénaïde. Une des sœurs, Marie, est désignée pour être sa compagne. Elles séjournent dans le couvent de Céphalonie, en Grèce, où toutes les deux sont parties ouvrir un orphelinat, puis restent quelque temps au Carmel de Marseille. Mélanie revient chez les Sœurs de la Compassion, où, en octobre 1864, elle est admise comme novice, à condition de ne pas révéler son identité. Mais elle est bientôt reconnue et chassée pour désobéissance.
Au début de 1867, elle part avec sa compagne. Et, après un bref séjour à Corps et à La Salette, elles s'installent à Castellamare, près de Naples, où l'évêque local Petagna, leur fait bon accueil. Mélanie y réside dix-sept ans, mettant par écrit son secret qui comprenait la règle d'une fondation religieuse future.

### Controverse
Pendant ce temps, sous les auspices de l'évêque de Grenoble, des congrégations se sont créées à La Salette, chargées de s'occuper des pèlerins et de diffuser le message de la vision. Mélanie fait savoir hautement que l'apparition l'avait autorisée à donner elle-même à ces congrégations leurs noms, leurs règles et leurs costumes. Celui destiné aux hommes doit s'appeler l'Ordre des Apôtres des Derniers Jours, celui pour les femmes l'Ordre de la Mère de Dieu. Quand l'évêque refuse de se plier à ses exigences, elle fait appel au pape Léon XIII qui lui accorde une audience privée le 3 décembre 1878.
Entretemps, vers 1873 Mélanie met de nouveau par écrit son message personnel, avec l'imprimatur du cardinal Sforza, archevêque de Naples, et avec l'approbation de Pie IX. Le message est officiellement publié par Mélanie Calvat elle-même, le 15 novembre 1879, sous le titre de L'Apparition de la Sainte-Vierge sur la montagne de La Salette, et reçoit l'imprimatur de Salvatore Luigi Zola, évêque de Lecce près de Naples, qui dans son diocèse a protégé Mélanie et l'a aidée.
Dès le début, le message de 1873 est exploité par les anticléricaux et les francs-maçons français pour attaquer les catholiques dans le pays. La confusion qui en résulte atteint le prestige de La Salette relégué au rang de site mineur de pèlerinage catholique en demi-sommeil.
À la suite de cette publication, une dispute historique commence sur ce qui faisait partie du secret et ce qui y avait été ajouté, qui dure encore aujourd'hui.
En 1880, l'évêque de Troyes dénonce au Saint-Office le livre qui a reçu l'imprimatur à Lecce, et à son tour le cardinal Caterini, secrétaire de cette congrégation, lui répond publiquement ainsi qu'à l'évêque de Castellamare et aux autres membres de la hiérarchie que :
Le Saint-Office est mécontent de la publication de ce livre. Sa volonté expresse est que chaque exemplaire qui a été mis en circulation soit, dans la mesure du possible, retiré des mains des fidèles.
Par la suite, le Vatican met ce livre à l'Index.
Mélanie s'installe à Cannes, puis à Chalon-sur-Saône, cherchant à fonder une communauté avec le parrainage du chanoine de Brandt, d'Amiens. Elle a un litige avec Adolphe Perraud, l'évêque d'Autun, au sujet d'un héritage qu'on lui a donné pour aider cette fondation.
En 1892, après de vains efforts pour établir la congrégation de la Mère de Dieu, tant en Italie qu'en France, Mélanie retourne à Lecce, en Italie. Elle se rend à Messine en Sicile, à l'invitation d'Hannibal Marie Di Francia qui lui confie pour une durée limitée à un an la direction et le sauvetage d'une communauté religieuse qu'il avait fondée à Messine et dont la suppression est décidée. Arrivée le 14 septembre 1897, elle mène à bien cette mission.
Après quelques mois dans la région du Piémont, elle est invitée à s'installer dans l'Allier par l'abbé Gilbert Combe, curé de Diou, très friand de prophéties politico-religieuses. C'est là qu'elle termine une autobiographie assez artificielle.
En 1901, Gilbert Combe publie sa version personnelle du secret interdit de Mélanie sous le titre Le Grand Coup avec sa date probable, orientée contre les Bonaparte et pour les Bourbons. Il est réimprimé ne varietur à Lyon, en 1904, quelques mois avant la mort de Mélanie. Cet ouvrage est aussi mis à l'Index. Les 18 et 19 septembre 1902, Mélanie visite une dernière fois la montagne de La Salette. Elle retourne ensuite à Altamura, près de Bari dans le sud de l'Italie, et y meurt le 14 décembre 1904. Mélanie Calvat est inhumée au pied d'une colonne de marbre ornée d'un bas-relief représentant son accueil au Ciel par la Vierge Marie. Tout au long de sa vie difficile, Mélanie est restée pauvre et pieuse, toujours fidèle à son premier témoignage.

### Postérité

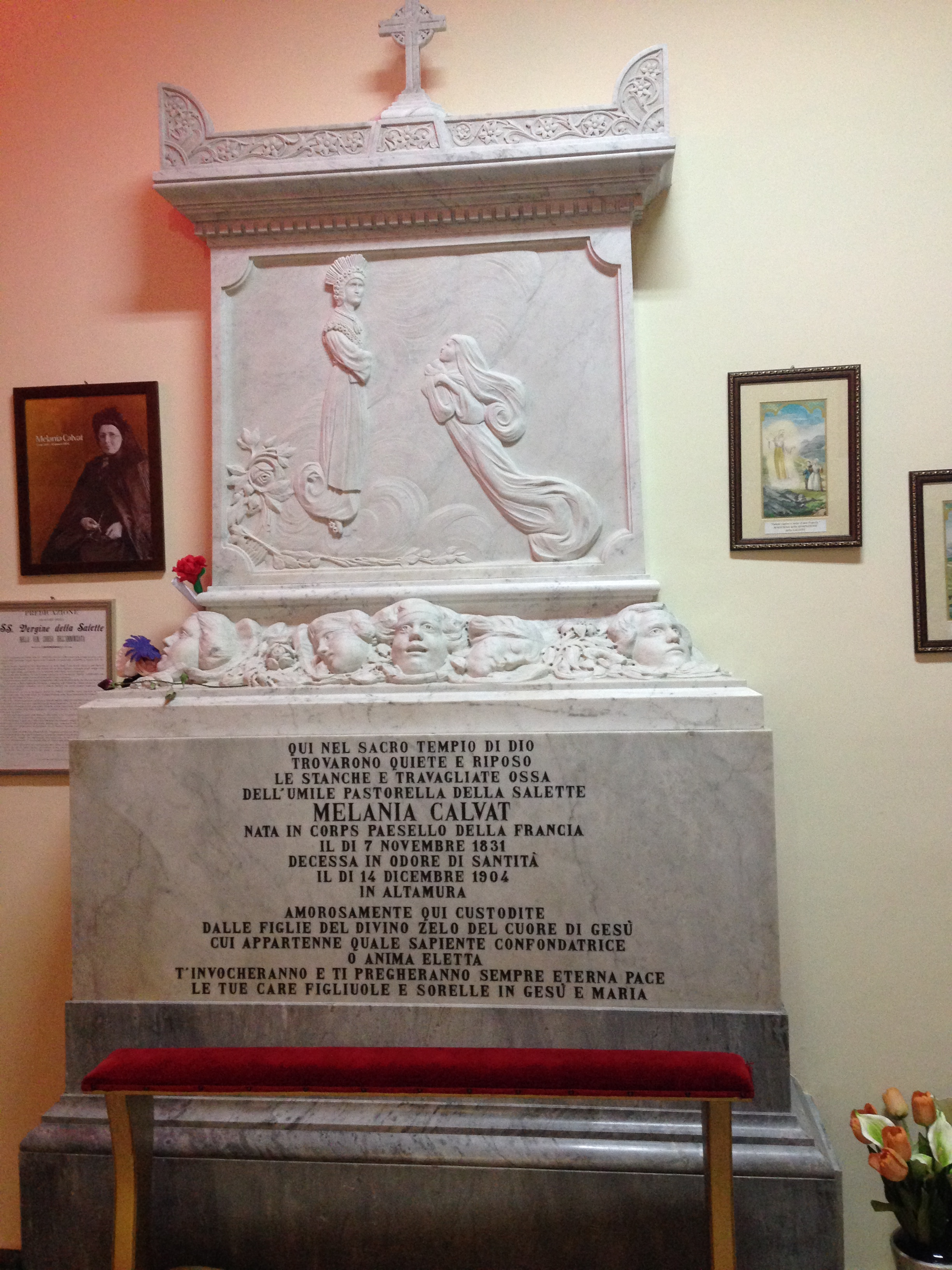
La tombe de Mélanie Calvat.

En 1906 une autre des publications de Combe, intitulée Le Secret de Mélanie et la Crise actuelle est à son tour mise à l'Index.
Ces décisions de l'Église jettent un grand trouble dans l'esprit des catholiques, aussi l'Église est obligée de préciser que le message originel, confié à Maximin et Mélanie en 1846, est toujours approuvé et que l'interdiction ne vise que les derniers messages, et particulièrement l'édition de 1872-1873 où il est écrit que Rome perdrait la foi et deviendrait le siège de l'Antéchrist.
En octobre 1912, une déclaration publique en réponse à une requête du cardinal Luçon, Albert Lepidi o.p., Maître du Sacré Palais, confirme cette approbation du message original de 1846.
Encore une fois, sous le pontificat de Benoît XV, l'Église doit donner des précisions sur l'affaire. Le pape publie un admonitum ou avertissement pontifical officiel dans lequel il reconnaît les nombreuses versions du secret sous toutes ses formes différentes, mais défend aux fidèles ou au clergé de les étudier ou de les discuter sans la permission de leurs évêques. L'admonitum affirme en outre que l'interdiction de l'Église publiée sous Léon XIII garde sa force contraignante.
Depuis Vatican II, les règles concernant la discussion des visions ont été assouplies et l'Index supprimé. Le livre de Mélanie a été réédité et la discussion a repris.
L'épiscopat français en général et Ginoulhiac, le nouvel évêque de Grenoble qui devait quitter avant la fin le premier concile du Vatican parce qu'il s'opposait à la déclaration de l'infaillibilité pontificale, est un grand adversaire du Secret, parfois avec véhémence, parce qu'il n'accepte pas les avertissements du message concernant les ambitions politiques de Napoléon III et de l'état fâcheux déplorable dans lequel il décrit en général le clergé.
Après sa mort, de nombreux essais échouent pour établir les congrégations religieuses liées aux apparitions.
L'hebdomadaire France catholique rapporte (5 janvier 2011) qu'Hannibal Marie Di Francia la tenait pour « très intelligente et d'une grande pénétration d'esprit » et qu'il la considérait comme une grande sainte.